# Transbordador de aterrizaje centinela
El transbordador de aterrizaje centinela es una nave ficticia del universo de Star Wars.

## Descripción
Es una nave de aterrizaje que se caracteriza por una ala superior y dos alas plegables inferiores. Tiene una tripulación de cinco clones: el piloto, el copiloto, un artillero principal y dos secundarios. El artillero principal maneja los cuatro cañones blaster retráctiles, uno de los secundarios maneja los dos misiles concussion y el otro, el cañón de iones y los blaster rotatorios.
Puede transportar 54 soldados clon, 6 speeder bikes y 12 blasters. Cada uno está equipado con un speeder bike de reconocimiento con una terminal de comunicaciones independiente para que la misión no fuera interceptada.
- Datos: Q5844327